# Breguet Atlantic
Breguet Br.1150 Atlantic — самолёт военно-морских сил дальнего радиуса действия, принятый на вооружение стран НАТО в 1964 году. Может использоваться в качестве патрульного или противолодочного самолёта. Может нести ракеты класса «воздух — земля». Atlantique 2 — это обновлённая версия Breguet Br.1150 Atlantic разработанная для нужд ВМС Франции.
Кроме основных задач, для которых был спроектирован самолёт (противолодочного и противоназемного), Atlantic может использоваться в качестве поискового и спасательного для терпящих бедствие, постановщика и обнаружителя мин или разведчика дальнего радиуса действия.
Atlantic может нести 8 противолодочных торпед (например, Mk 46) или 12 глубинных бомб или пару противокорабельных ракет Exocet.

## Эксплуатанты
- ВМС Франции Aviation Navale — оригинальная модель снята с вооружения в 1996. Atlantique 2 в строю.
- ВМС Германии — все противолодочные самолёты заменены на P-3 Orion в 2005, в то время как SIGINT-версия будет заменена Euro Hawk'ом (переоборудованный RQ-4B).
- ВМС Италии
- ВМС Пакистана

## ТТХ
- Экипаж — 13 человек
- Длина — 31,75 м
- Размах крыльев — 36,3 м
- Высота — 11,33 м
- Масса пустого — 18 500 кг

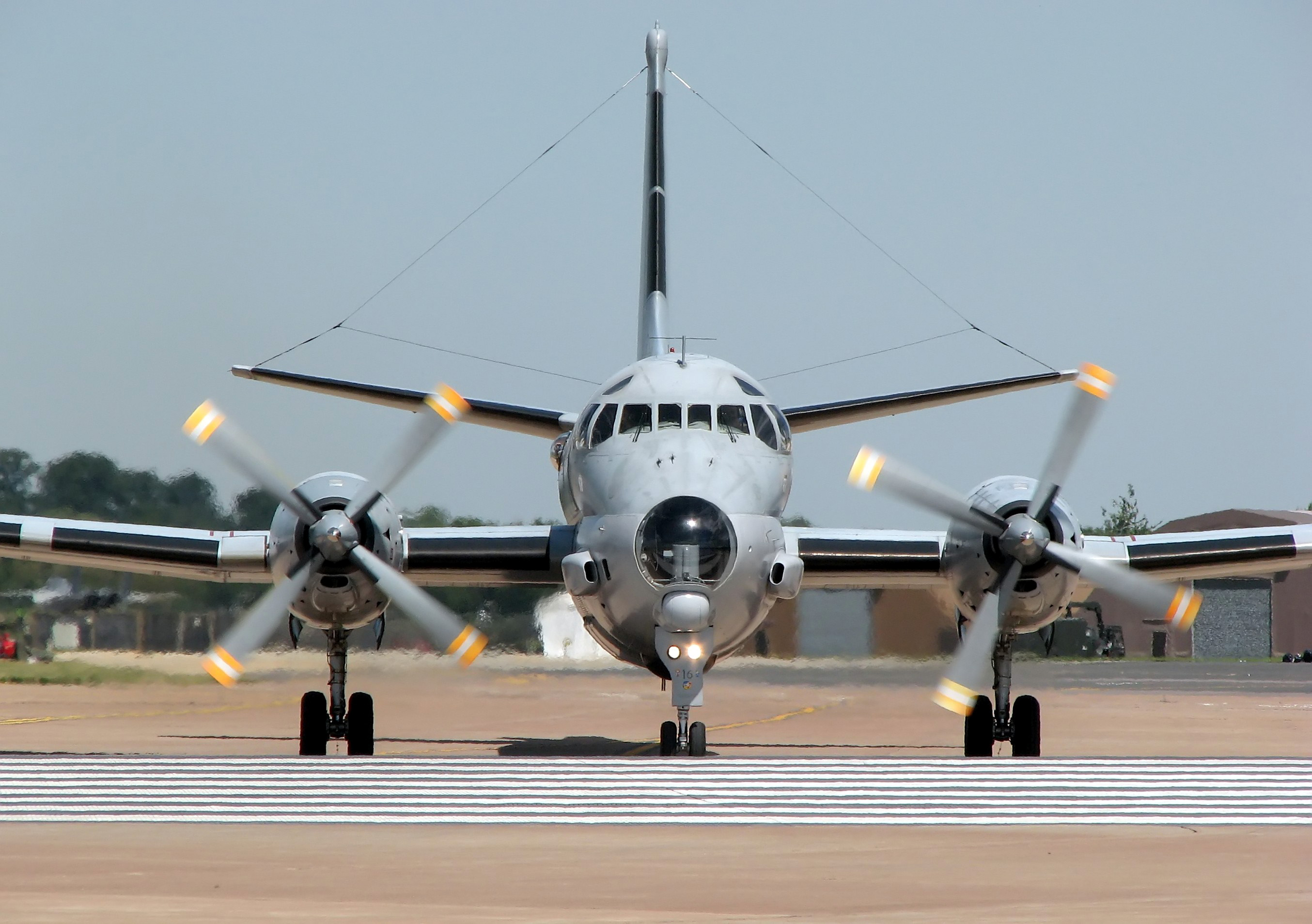
Breguet Atlantic Br.1150 ВМС Германии.

- Масса с полной загрузкой — 24 000 кг
- Максимальная взлётная масса — 43 500 кг
- Двигатели — 2 турбовинтовых Rolls-Royce Tyne
- Мощность — 2× 5730 л. с. (4270 кВт)
- Максимальная скорость — 648 км/ч
- Скорость патрулирования - 315 км/ч
- Скорость сваливания - 167 км/ч
- Перегоночная дальность — 9075 км
- Время патрулирования - 18 часов
- Практический потолок - 9145 м
- Тяговооружённость — 360 Вт/кг (0,485 л. с./кг)
- Вооружение — до 3500 кг, включая торпеды, глубинные бомбы, морские мины, бомбы, и буи
- Тренажёр экипажа —  General Precision[англ.][4]